# Гипотеза викария из Брэя
Гипотеза викария из Брэя — эволюционная гипотеза, пытающаяся объяснить преимущество полового размножения перед бесполым.
Суть гипотезы заключается в том, что популяция с половым способом размножения породит большее разнообразие фенотипов, и поэтому наиболее приспособленные из них смогут пережить изменение внешних условий окружающей среды, в которой они живут. При этом было показано, как половое размножение приносит пользу для популяции в целом, но не объяснялось, в чём заключалась его преимущество и польза для отдельных особей в популяции.
Гипотеза была названа монреальским биологом Грэмом Беллом в честь викария из Брэя, воображаемого священнослужителя, который сохранял свой духовный сан при любой власти, быстро приспосабливаясь к преобладающим религиозным веяньям, переходя из протестантизма в католичество и обратно в зависимости от убеждений правящего монарха.
«Гипотеза викария из Брэя», как одна из самых важных причин распространенности полового размножения в мире природы, была принята большинством биологов, пока в 1966 году Джордж Уильямс в своей книге «Адаптация и естественный отбор» не подверг её критике, объяснив происхождение коллективных эффектов благодаря эгоистичным действиям отдельных индивидов. Однако в настоящее время наиболее популярное объяснение происхождения и существования пола — «гипотеза Чёрной Королевы», которая утверждает, что половое размножение приносит пользу отдельной особи непосредственно.